# 山姥 (能)
『山姥』（やまんば、やまうば）は、山に棲む妖怪である山姥を素材にした能の作品。五番目物・鬼女物に分類される。囃子に太鼓が入る太鼓物である。

## 概要
能のあらすじは次のとおりである。都で、山姥の山めぐりを題材にした曲舞を舞って名声を得た、百ま山姥という名の遊女（ツレ）が、善光寺に詣でようと考え、従者ら（ワキ、ワキツレ）とともに北陸道を進み、上路越という険しい道を越えることとなる。すると、日が異様に早く暮れかけ、一行が途方に暮れたところに、女（前シテ）が現れ、一夜の宿を申し出る。女は、百ま山姥に山姥の曲舞を謡ってほしいと所望し、自分が真の山姥であることを暗示して姿を消す（中入り）。百ま山姥が待っていると、山姥（後シテ）が現れ、山姥の境涯を語る曲舞に合わせて舞う。妄執を逃れられない苦しさを訴える一方で、「善悪不二」、「邪正一如」、「煩悩即菩提」といった禅の思想を説く。そして、山めぐりの様子を舞って見せてから、姿を消す（→進行）。
『申楽談儀』の記述や、修辞・引用の特徴などから、世阿弥の作と考えられる。特に典拠はなく、世阿弥のいう「作り能」と思われる（→作者・沿革）。
山姥の曲舞を舞って評判をとった百ま山姥の前に、本物の山姥が現れるという凝った構成となっている。また、山姥が「煩悩即菩提」という禅思想を説きながら、しかも最後まで妄執にとらわれ続けるという逆説が、そのまま「煩悩即菩提」という主題を体現している。晩年の世阿弥が、禅の思想に親しんでいたことを示す作品である（→特色・評価）。

## 進行

### 前場

#### 百ま山姥とその従者の登場
都で山姥の山めぐりを題材にした曲舞を舞って名声を得た、百ま山姥（百万山姥、百魔山姥）という名の遊女（ツレ）が、信濃国の善光寺に詣でようと、都を出発する。従者ら（ワキ、ワキツレ）が、その供をしている。一行は、志賀の浦から北陸道を進み、愛発山、安宅、砺波山を経て、越中国・越後国の国境にある境川にたどり着く。

| ワキ・ワキツレ〽善き光ぞと影頼む。善き光ぞと影頼む。仏の御寺尋ねん。 ワキ「是は都方に住居仕る者にて候ふ。又是に渡り候ふ御事は。百ま山姥とて。かくれなき遊女にて御座候ふ。かやうに御名を申すいはれは。山姥の山廻りするといふ事を。曲舞に作つて御謡ひあるにより。京童部の申しならはして候ふ。又此頃は善光寺へ御参りありたき由承り候ふほどに。某御供申し。唯今信濃の国善光寺へと急ぎ候ふ。 [中略] ワキ「御急ぎ候ふほどに。是ははや越後越中の境川に御着きにて候ふ。暫く是に御座候ひて。猶々道の様体をも御尋ねあらうずるにて候ふ。 | ［従者ら］ありがたい弥陀の光明を頼りとして、善光寺を訪ねよう。 ［従者］これは都に住む者です。また、こちらにおられますお方は、百ま山姥といって、世に知られた曲舞の舞手でいらっしゃいます。このようにお名前をお呼びするいわれというのは、山姥が山めぐりをするという話を、曲舞にしてお謡いになっていることから、都の者たちが呼び習わしているのです。さて、近頃、百ま山姥が善光寺へお参りしたいということを伺いましたので、私がお供申し上げ、今、信濃国善光寺へと急いでいるところです。 [中略] ［従者］お急ぎになりましたので、早くも越後国・越中国の境を流れる境川にお着きになりました。しばらくこちらにお待ちになって、さらに道の事情をお尋ねになるのがよいでしょう。 |

#### 道尋ね
従者は、道を尋ねようと言って、在所の者（アイ）を呼び出す。在所の者は、上路越という道（親不知の背後の上路山を越える道）が如来のお通りになった道であり、本道であるが、乗り物で通ることはできないと説明する。従者は、百ま山姥にそのことを報告する。すると、百ま山姥は、乗り物を降りて上路越を越えることを決意する。

| ツレ「げにや常に承る。西方の浄土は十万億土とかや。是は又弥陀来迎の直路なれば、あげろの山とやらんに参り候ふべし。〽とても修行の旅なれば。乗物をば是にとどめ置き。徒歩はだしにて参り候ふべし。道しるべして給び候へ。 | ［百ま山姥］まことに、常々伺っているところでは、西方浄土は十万億土のかなたにあるとのことです。しかし、これは阿弥陀如来が来迎される時に通られる善光寺へのまっすぐな道なのですから、上路の山というのに参るべきでしょう。もともと修行の旅なのですから、乗り物はここに留め置き、歩いて参りましょう。道案内をお願いします。 |

#### 宿を勧める女

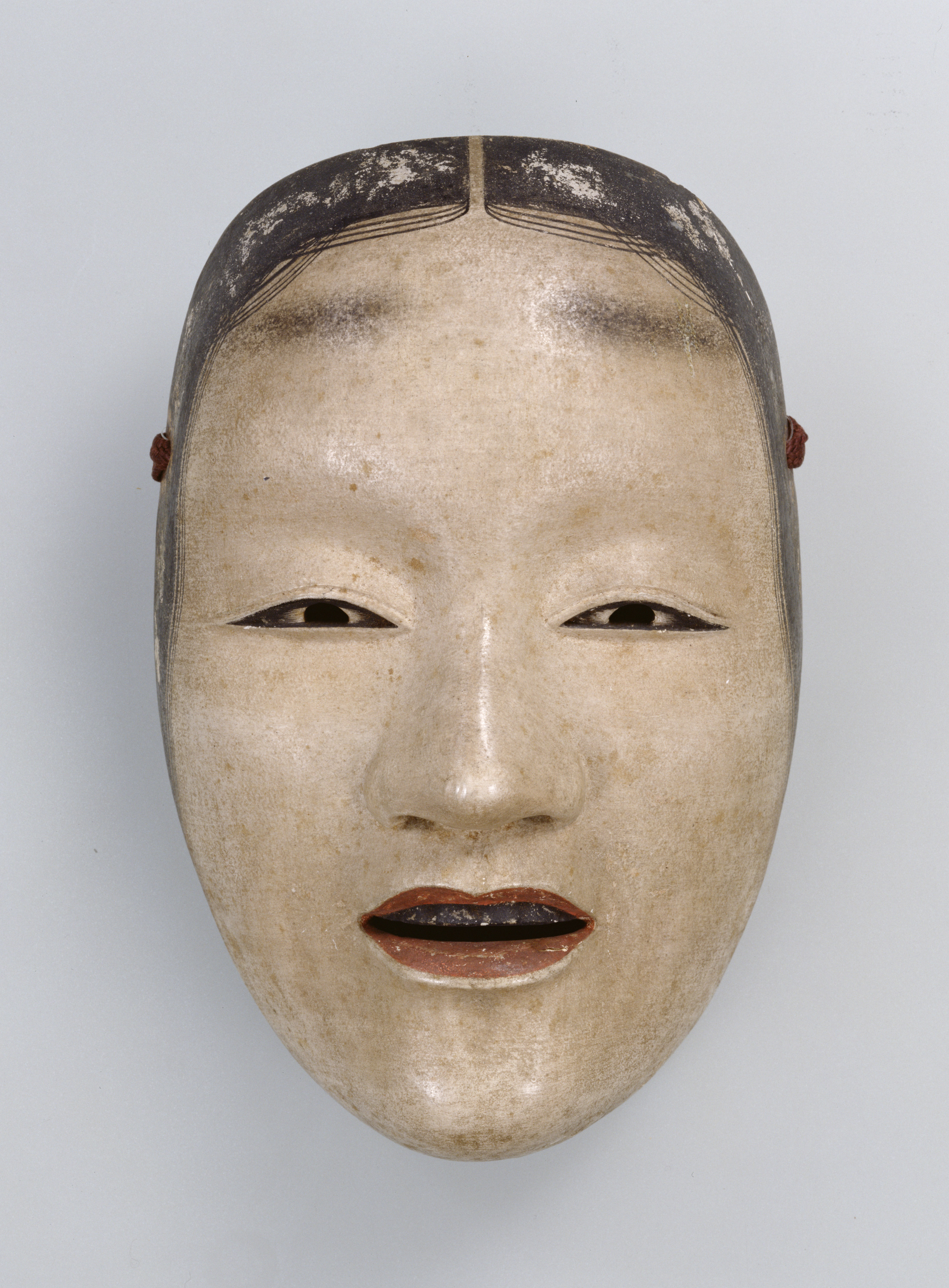
能面「深井」東京国立博物館蔵。中年女性の面である。

従者（ワキ）は、所の者（アイ）に道案内を頼み、一同は山道を進むが、やがて日が異様に早く暮れかけることに気付き、途方に暮れる。そこに、女（前シテ）が現れ、一夜の宿を申し出る。女は、百ま山姥の一行と察しており、山姥の曲舞を謡ってほしいと所望する。そして、山に住む女を山姥というのなら、私こそ山姥ではないかと言い、私の身を弔ってほしいと、曲舞を所望する理由を述べる。
女（前シテ）は、深井（または近江女、霊女）の面、鬘を着け、装束は無紅唐織、扇を持った里女出立である。

| ワキ「あら不思議や。暮るまじき日にて候ふが俄に暮れて候ふよ。扨何と仕り候ふべき。 シテ〽のうのう旅人御宿参らせうのう。「是はあげろの山とて人里遠き所なり。日の暮れて候へば。わらはが庵にて一夜を明かさせ給ひ候へ。 ワキ「あら嬉しや候ふ。俄に日の暮れ前後を忘じて候ふ。やがて参らうずるにて候ふ。 シテ〽今宵の御宿参らする事。とりわき思ふ子細あり。「山姥の歌の一節うたひて聞かさせ給へ。年月の望なり。鄙の思出と思ふべし。〽其為めにこそ日を暮らし。御宿をも参らせて候へ。いかさまにも謡はせ給ひ候へ。 ワキ「是は思ひもよらぬ事を承り候ふ物かな。扨誰と見申されて。山姥の歌の一節とは御所望候ふぞ。 シテ「いや何をか包み給ふらん。あれにまします御事は。百ま山姥とてかくれなき遊女にてはましまさずや。まづ此歌の次第とやらんに。〽よし足引の山姥が、山めぐりすると作られたり。あら面白や候ふ。「是は曲舞に依りての異名。さて誠の山姥をば。如何なる物とか知ろしめされて候ふぞ。 ワキ「山姥とは山に住む鬼女とこそ曲舞にも見えて候へ。 シテ「鬼女とは女の鬼とや。よし鬼なりとも人なりとも。山に住む女ならば。妾が身の上にてはさむらはずや。〽年頃色にはいださせ給ふ。言の葉草の露ほども。御心にはかけ給はぬ。「恨み申しに来りけり。〽道を極め名を立てて。世情万徳の妙花を開く事。此一曲の故ならずや。然らば妾が身をも弔らひ。舞歌音楽の妙音の。声仏事をもなし給はば。などか妾も輪廻をのがれ。帰性の善所に至らざらんと。恨みを夕山の。鳥獣も鳴きそへて。声をあげろの山姥が。霊鬼是まで来りたり。 | ［従者］ああ不思議だ。暮れるはずもない日中なのですが、急に日が暮れてきました。さてどうしたものでしょうか。 ［女］もし、旅のお方、お宿に泊まらせて差し上げましょう。これは上路山といって、人里遠い所です。日が暮れてきましたので、私の庵で一夜をお明かしなさいませ。 ［従者］ああ、嬉しいことです。急に日が暮れ、途方に暮れていたところです。すぐに参ることにしましょう。 ［女］今夜、お宿を貸し申し上げたのには、格別の理由があります。山姥の歌の一節を謡って聞かせてください。年来の望みなのです。そうすれば田舎暮らしの思い出となるでしょう。そのためにこそ日を暮れさせ、お宿を貸し申し上げたのです。ぜひとも謡ってください。 ［従者］これは思いもよらぬことを伺うものです。我々を誰とお思いになって、山姥の歌の一節を謡ってほしいと御所望になっているのですか。 ［女］いや、何をお隠しになるのですか。あちらにいらっしゃるお方は、百ま山姥といって、世に知られた曲舞の舞手ではいらっしゃいませんか。まずこの曲舞の次第とかいうところ（謡い出し）に、「よしあしびきの（善悪に迷い、足を引きずっている）山姥が、山めぐりする」と謡われています。ああ面白いことです。百ま山姥というのは曲舞に基づいた異名でしょう。さて本当の山姥はどのようなものか、ご存知でいらっしゃいますか。 ［従者］山姥というのは、山に住む鬼女のことだと、曲舞にも謡われています。 ［女］鬼女というと女の鬼ということですか。たとえ鬼であっても人であっても、山に住む女を山姥というのであれば、私の境遇のことではありませんか。（百ま山姥が）長年の間、歌の言葉では山姥のことを口にしておられながら、真の山姥のことは露ほども心にかけてくださらない。その恨みを申し上げに来たのです。曲舞の道を極め、名声を得て、この世の栄光を集めることができたのも、この曲舞の一曲のおかげではありませんか。そうであれば私の身を弔ってくださり、舞歌音楽の声をもって手向けてくだされば、私も輪廻の苦しみを逃れ、鬼性の身も帰性（悟り）を得て善所（極楽）に赴くことができるでしょう。……と、恨みを言うと、鳥獣も同調して声を上げる。上路山の山姥である霊鬼がここまで来たのだった。 |

#### 姿を消す女
百ま山姥が、曲舞を謡おうとすると、女は、月夜の中謡ってくだされば、真の姿を現しますと言って、姿を消した（中入り）。

| ツレ〽不思議の事を聞く物かな。扨は誠の山姥の。是まで来り給へるか。 シテ「我国々の山廻り。今日しもここに来る事は。我名の徳を聞かん為めなり。謡ひ給ひてさりとては。我妄執を晴らし給へ。 ツレ〽此上はとかく辞しなば恐ろしや。もし身の為めやあしかりなんと。はばかりながら時の調子を。取るや拍子をすすむれば。 シテ「しばさせ給へとてもさらば。暮るるを待ちて月の夜声に。謡ひ給はば我も又。誠の姿をあらはすべし。〽すはやかげろふ夕月の。さなきだに。暮るるを急ぐ深山辺の。 地謡〽暮るるを急ぐ深山辺の。雲に心をかけ添へて。此山姥が一節を。夜すがら謡ひ給はば。其時わが姿をも。あらはし衣の袖つぎて。移り舞をまふべしと。いふかと見れば其のまま。かき消すやうに失せにけり。 | ［百ま山姥］不思議なことを聞くものです。さては真の山姥が、ここまで来られたのですか。 ［女］私は国々の山をめぐり、今日ここまで来たのは、私の名の徳（評判）を聞こうとするためです。なにとぞ、お謡いになって、私の妄執を晴らしてくださいませ。 ［百ま山姥］この上は、とやかく言って断ったら恐ろしいことになる。もしかしたら身に危害を及ぼすかもしれないと、おそるおそる時の調子を取り、拍子を踏み始めると――。 ［女］しばしお待ちください。どうせのことなら、日が暮れるのを待って、月夜の中、謡ってくださったら、私もまた真の姿を現しましょう。ほら、夕月がほの暗くかげってきた。ただでさえ暮れるのが早い山奥の――。 ――暮れるのが早い山奥の雲が月を隠さないよう祈りながら、この山姥の一節を夜通し謡ってくだされば、その時、私も姿を現し、袖を継ぐように続けて、同じように舞いましょう、と言ったかと思うと、かき消すようにいなくなってしまった。 |

### 間狂言
所の者（アイ）が出て、日が暮れたかと思うとすぐ夜が明ける山の不思議を述べ、従者（ワキ）に、山姥のことを語って聞かせる。
所の者（アイ）の語りは、山姥には鬼女ならぬ「木戸」がなるものだというような珍説を述べては従者（ワキ）に否定されるという、滑稽味のあるものである。

### 後場

#### 待謡
百ま山姥は、女の出現を待つ。

| ツレ「あまりの事のふしぎさに。さらに誠と思ほえぬ。鬼女が詞を違へじと。 ワキ・ワキツレ〽松風ともに吹く笛の。声すみわたる谷川に。手まづさへぎる曲水の。月に声すむ深山かな。 | ［百ま山姥］余りのことの不思議さに、とても本当のこととは思えない。しかし鬼女の言う言葉に逆らうまいと……。 ［従者ら］松風の音とともに吹く笛の音が澄みわたる。澄んだ谷川といえば、「流に牽かれて遄く過ぐれば手まづ遮る（曲水の流れに乗って杯が早く通り過ぎようとすると、まだ詩ができていない者はまず杯を手で止めてから詩を作ろうとする）」と漢詩に詠まれた曲水の宴の杯。月が差し、声が澄む山奥であるよ。 |

#### 山姥の登場

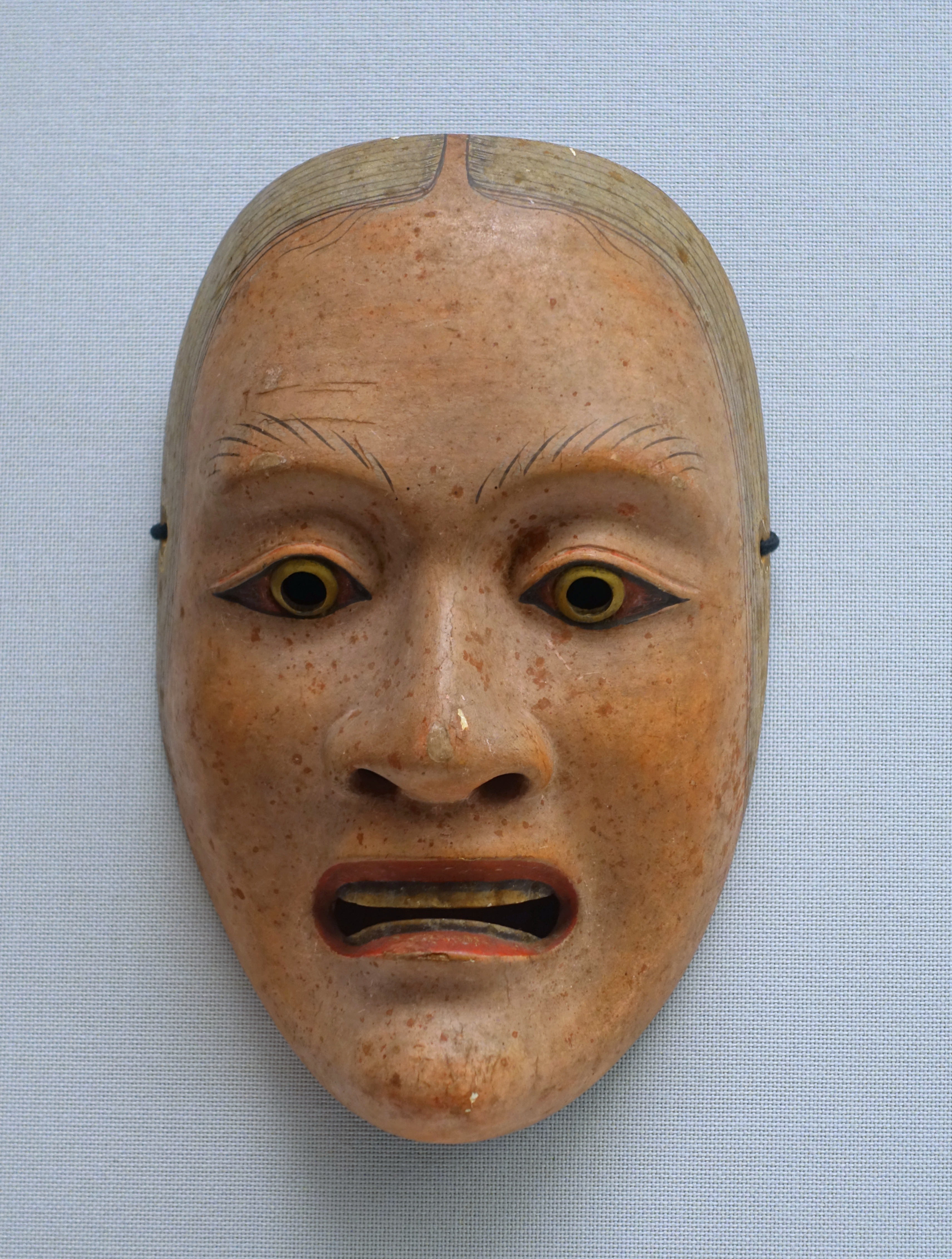
能面「山姥」東京国立博物館蔵。

そこに山姥（後シテ）が現れる。山姥は、前世の悪業により鬼となった者は自らの死屍を鞭打ち、前世の善行により天人となった者は自らの死屍に散花するという説話を引くが、「いや善悪不二」と、禅的な思想を説く。
山姥（後シテ）は、山姥の面、山姥鬘を着け、装束は無紅唐織、半切、扇の鬼女出立である。鹿背杖を突いている。

| シテ〽あら物すごの深谷やな。寒林に骨をうつ霊鬼。泣く泣く前生の業を恨む。深野に花を供ずる天人。かへすがへすも幾生の善をよろこぶ。いや善悪不二。何をか恨み何をか喜ばんや。「萬箇目前の境界。懸河渺々として。〽巌峨々たり。山又山。いづれの工か青巌の形を削りなせる。水また水。誰が家にか碧潭の色を染め出だせる。 | ［山姥］ああ、物寂しい深い谷であるよ。寒林（天竺の墓所）で自らの骨を打つ霊鬼は、泣きながら前世の業を恨む。野に花を供える天人は、返す返す前世の善行を喜ぶ。いや、善も悪も悟れば同じこと。何を恨み何を喜ぶというのか。万物はあるがままで真理を示している。急流の河は果てしなく流れ、岩壁は険しくそびえ立っている。山また山、どんな名工が青苔の岩壁の形を削り出したというのか。水また水、どんな染色家が緑の淵の色を染め出したというのか。 |

#### 山姥の姿の描写
百ま山姥（ツレ）と山姥（後シテ）との掛け合いの中で、山姥の姿が、髪は乱れて白髪で、眼光鋭く、顔は朱の鬼瓦のように醜いと描写される。山姥は、自らを『伊勢物語』で女を一口に喰った鬼になぞらえ、同じように物語されるのではないかと恥じる。

| ツレ「恐ろしや月も木深き山陰より。其さまけしたる顔ばせは。其山姥にてましますか。 シテ「とてもはや穂に出でそめし言の葉の。気色にも知ろしめさるべし。我にな恐れ給ひそとよ。 ツレ〽此上は恐ろしながらうば玉の。闇まぎれよりあらはれ出づる。姿詞は人なれども。 シテ〽髪にはおどろの雪を戴き。 ツレ〽眼の光は星の如し。 シテ〽扨面の色は。 ツレ〽さにぬりの。 シテ〽軒の瓦の鬼の形を。 ツレ〽今宵始めて見る事を。 シテ〽何にたとへん。 ツレ〽古への。 地謡〽鬼一口の雨の夜に。雷なりさわぎ恐ろしき。其夜を思ひ白玉か。何ぞと問ひし人までも。我身の上に為りぬべき。浮世がたりも恥づかしや。 | ［百ま山姥］恐ろしいことだ、月の光も差さない深い山の陰から、様変わりした様子の顔つきで現れたのは、山姥でいらっしゃいますか。 ［山姥］既にあなたが言葉にされたとおりの有様からもお分かりでしょう。しかし私のことを恐れなさいますな。 ［百ま山姥］こうなった以上は、恐ろしいけれども仕方がない。暗闇から現れ出た、その姿や言葉は人であるが――。 ［山姥］髪は茨のように乱れ、雪のように白く、 ［百ま山姥］目の光は星のようで、 ［山姥］そして顔の表情は、 ［百ま山姥］朱に塗った ［山姥］軒の鬼瓦のような形なのを ［百ま山姥］今宵初めて見ることを ［山姥］何に例えよう。 ［百ま山姥］昔、 ――（『伊勢物語』に）鬼が女を一口に喰った話がある。その雨の夜に、雷の大きな音が恐ろしかった（ので、男は襲われる女の叫び声が聞こえなかった）。夜が明けると、男は女が露を見て「白玉か何かですか」と尋ねたのを思い出して後悔したという。その話が私の身の上のこととなってしまった。世の中に同じように物語されるのも恥ずかしい。 |

#### 曲舞の謡い出し
百ま山姥が、「よし足引の山姥が。山廻りするぞ苦しき。」という謡い出し（次第）から始まる曲舞を謡い始める。

| シテ「春の夜の一時を千金に換へじとは。花に清香月に陰。是は願ひのたまさかに。行き逢ふ人の一曲の。其ほどもあたら夜に。はやはや謡ひ給ふべし。 ツレ〽げに此上はともかくも。いふに及ばぬ山中に。 シテ「一声の山鳥羽をたたく。 ツレ〽鼓は滝波。 シテ〽袖は白妙。 ツレ〽雪をめぐらす木の花の。 シテ〽何はのことか。 ツレ〽法ならぬ。 地謡〽よし足引の山姥が。山廻りするぞ苦しき。 | ［山姥］花は香り、月はおぼろ月の春の夜の一時は、千金にも代えがたいという。そして願っていたように偶然出会った人の曲舞の一曲。そのように少しの時も惜しまれる夜に、早く早くお謡いください。 ［百ま山姥］確かに、この上はともかく言うまい。深い山の中に、 ［山姥］一声の山鳥（カッコウ）が羽ばたくように、一声（謡い出し）を謡う。 ［百ま山姥］滝波の音を鼓とし、 ［山姥］舞う袖は滝波の白。 ［百ま山姥］白い雪をいただく木の花（梅）。 ［山姥］木の花といえば、「難波のことか……」 ［百ま山姥］「……法ならぬ」（何事も仏法の外ではなく、遊び戯れの遊女の身まで救ってくださると聞いている）という歌があるが、 ――「よしあしびきの（善悪に迷い、足を引きずっている）山姥が、山めぐりするのが苦しいことだ。」 |

#### 山姥の曲舞
山姥の境涯を語る曲舞に合わせて、山姥が舞う。山姥が住む人気のない山や谷の情景から始まり、山や谷を仏教における菩提や衆生にたとえる。また、山姥が樵や機織りの女を手助けすることを語る。そして、「唯打ち捨てよ何事も」と妄執を捨て去ることを説きつつも、妄執から逃れられない我が身を「よし足引の山姥が。山廻りするぞ苦しき。」と再び謡うところで曲舞が終わる。

| シテ〽夫れ山といつぱ。塵泥より起つて。天雲かかる千丈の峰。 地謡〽海は苔の露よりしただりて。波濤を畳む万水たり。 シテ〽一洞空しき谷の声。梢に響く山彦の。 地謡〽無声音を聞くたよりとなり。声にひびかぬ谷もがなと。望みしもげにかくやらん。 シテ〽ことに我が住む山家の気色。山高うして海近く。谷深うして水遠し。 地謡〽前には海水瀼々として。月真如の光りをかかげ。後には嶺松巍々として。風常楽の夢を破る。 シテ〽刑鞭蒲朽ちて蛍むなしく去る。 地謡〽諫鼓苔深うして鳥驚かずともいひつべし。遠近の。たづきも知らぬ山中に。おぼつかなくも呼子鳥の。声すごき折々に。伐木丁々として。山さらに幽なり。法性峰そびえては。上求菩提をあらはし。無明谷深きよそほひは。下化衆生を表して。金輪際に及べり。そもそも山姥は。生所も知らず宿もなし。ただ雲水を便りにて。至らぬ山の奥もなし。 シテ〽然れば人間にあらずとて。 地謡〽隔つる雲の身をかへ。仮に自性を変化して。一念化生の鬼女となつて。目前に来れども。邪正一如と見る時は。色即是空そのままに。仏法あれば世法あり。煩悩あれば菩提あり。仏あれば衆生あり。衆生あれば山姥もあり。柳は緑花は紅の色々。扨人間に遊ぶ事。ある時は山賤の。樵路に通ふ花の陰。やすむ重荷に肩を借し。月もろともに山を出で。里まで送るをりもあり。又ある時は織姫の。五百機立つる窓に入つて。枝の鶯糸くり。紡績の宿に身を置き。人を助くるわざをのみ。賤の目に見えぬ。鬼とや人のいふらん。 シテ〽世を空蝉の唐衣。 地謡〽払はぬ袖に置く霜は。夜寒の月に埋もれ。打ちすさむ人の絶間にも。千声万声の。砧に声のしでうつは。ただ山姥がわざなれや。都に帰りて世語にせさせ給へと。思ふは猶も妄執か。唯打ち捨てよ何事も。よし足引の山姥が。山廻りするぞ苦しき。 | ［山姥］そもそも山というのは、塵や泥から起こって、天の雲にかかる千丈の峰にまで高くなったもの。 ――海は苔の露から滴った水が、波の重なる大海となったもの。 ［山姥］洞のように人気のない谷で、梢に響く山彦が ――無声音（悟りにより聞き得る声なき音）を聞くよすがとなる。昔、賢女が、大声を上げても響かない深い谷のような悟りの境地を望んだというのも、このようなことであっただろう。 ［山姥］中でも私の住む山の有様は、山は高くして海は近く、谷は深くして水は遠い。 ――前には海水が開け、月が迷いを晴らす光を差す。後ろには松の峰がそびえ立ち、風が、永遠に楽しみが続くという迷った夢を破る。 ［山姥］世が治まっていると、蒲で作った罪人を打つ鞭は朽ち果て、蛍が生ずるという。 ――悪政を諌める鼓も、打つ必要がなくなって苔がむし、鳥はその音に驚くことがないという。遠近の見当もつかない山中で、心細い中、呼子鳥の声が物寂しい。木を切る音がして、山はますます奥深い。法性は峰のようにそびえ、上求菩提（菩薩が悟りを求める向上心）を表し、無明は深い谷のようであり、下化衆生（菩薩が衆生を教化済度する慈悲心）を表し、金輪際（大地の底）に及ぶ。そもそも山姥は、生まれた所も分からず、宿もない。雲や水と一つとなって、行けない山奥はない。 ［山姥］したがって人間ではないということで、 ――人間界とを隔てる雲。その雲のように自在な身を変身し、一時的に本性を変化させ、一念によって変化する化生の鬼女となって、あなた方の目前に来たが。邪正一如（邪も正も悟れば同じこと）と考えれば、色即是空というとおりだ。仏法があれば世法があり、煩悩があれば菩提があり、仏があれば衆生があり、衆生があれば山姥もある。それらも「柳は緑、花は紅」、それぞれあるがままの姿が仏の姿である。さて、山姥は、人間界に遊んで、ある時は重荷を背負って花の陰で休んでいる樵に肩を貸し、月の光とともに山を出て、里まで送ることもあった。またある時は、機を織る女の窓に入って、鶯が柳の糸を繰ると言われるように糸を繰り、工女の家を手伝った。山姥は、こうして人を助けることばかりをしているが、卑しい者の目にはその姿は見えず、見えない鬼と人が言うようだ。 ［山姥］空蝉（蝉の抜け殻）のように虚しい世を憂く思う。空蝉の殻といえば唐衣。 ――忙しくて袖を払う暇もないうちに袖に降り積む霜は、夜寒の月の光と一つとなる。砧を打つ人が打ちやんでいる間にも、何遍も繰り返し砧を打つ音がするのは、山姥が代わって打っているのだ。そのことを都に帰ってから世間話にしてください、……と思うのは相変わらず妄執であろうか。ただ万事を打ち捨てよ。といいながら迷いを引きずっているよしあしびきの山姥が、山めぐりするのが苦しいことだ。 |

#### 山姥の立ち働き
山姥は、鹿背杖を持って、山めぐりの様子を見せる（立廻り）。

| シテ〽あしびきの。 地謡〽山めぐり。 | ［山姥］足びきの ――山めぐりをお見せしよう。 |

#### 終曲
山姥は、春は咲く花、秋はさやけき月影、冬は冴え行く時雨の雪と、雪月花に寄せて山めぐりの様子を舞って見せ、消え失せる。

| シテ〽一樹の陰一河の流れ。皆これ他生の縁ぞかし。ましてや我名を夕月の。浮世をめぐる一節も。狂言綺語の道すぐに。讃仏乗の因ぞかし。あら御名残をしや。いとま申して帰る山の。 地謡〽春は梢に咲くかと待ちし。 シテ〽花を尋ねて山めぐり。 地謡〽秋はさやけき影を尋ねて。 シテ〽月見る方にと山めぐり。 地謡〽冬はさえ行く時雨の雲の。 シテ〽雪をさそひて山めぐり。 地謡〽めぐりめぐりて。輪廻を離れぬ妄執の雲の。塵つもつて山姥となれる。鬼女が有様みるやみるやと。峰にかけり谷に響きて。今までここにあるよと見えしが。山また山に山めぐりして。行方も知らずなりにけり。 | ［山姥］一つの樹の陰に宿ったり、一つの河の流れを汲んだりという偶然の出会いも、みな前世の縁である。ましてや、あなたは、曲舞の中で私の名を言って世渡りの業としている。その芸能の道は、仏法帰依のよすがとなるのです。ああ、お名残惜しい。お暇を申し上げて帰る山の、 ――春は、梢に咲くかと待っていた ［山姥］花を求めて山めぐりをし、 ――秋は、明るい光を求めて ［山姥］月の見える方へと山めぐりをし、 ――冬は、冴え行く時雨の雲の ［山姥］雪を誘うように山めぐりをする。 ――山めぐりを続け、輪廻を逃れることができない妄執は、月を隠す雲のようである。妄執の塵が積もって山姥となった。その鬼女の有様を見よ、と言うと、見る見るうちに、峰を翔けり谷に声が響いて、今までここにいたと見えたが、山また山に山めぐりし、行方も分からなくなった。 |

## 作者・沿革
世阿弥の芸談をまとめた『世子六十以後申楽談儀』には、「山姥、百万、これらは皆名誉の曲舞どもなり」、「実盛・山姥もそばへ行きたるところあり……当御前にてせられしなり」とあり、世阿弥自身が上演したことが分かる。そのほか、修辞や引用の特徴などから、世阿弥の作とする見解が一般的である。
特に典拠はなく、世阿弥のいう「作り能」と思われる。本作品が、「山姥」についての文献上の初見である。

## 特色・評価
世阿弥による「そばへ行きたるところあり」という評価は、趣向に凝っているということと思われる。すなわち、構成面においては、山姥の曲舞を舞って評判をとった百ま山姥の前に、本物の山姥が現れるという入れ子構造がとられている。また、妄執の権化である山姥が、「煩悩即菩提」という禅思想を説きながら、しかも最後まで妄執にとらわれ続けるという逆説的な物語となっており、そのこと自体が「煩悩即菩提」という主題を体現している。晩年の世阿弥が、禅の思想に親しんでいたことを示している。
本作品に現れる山姥は、人を喰う恐ろしい鬼女ではなく、むしろ仙女のような存在であり、自然そのものの象徴、あるいは人間の象徴とも考えられる。
一曲を通じて、優美な感じもある一方で鬼気がみなぎっており、「力と速度の能」と言われるとおり、ダイナミックで迫力に満ちた作品である。